# Encalypta novae-valesiae
Encalypta novae-valesiae är en bladmossart som beskrevs av Georg Ernst Ludwig Hampe 1872. Encalypta novae-valesiae ingår i släktet klockmossor, och familjen Encalyptaceae. Inga underarter finns listade i Catalogue of Life.